# Rhopalopsole fengyangshanensis
Rhopalopsole fengyangshanensis is een steenvlieg uit de familie naaldsteenvliegen (Leuctridae). De wetenschappelijke naam van de soort is voor het eerst geldig gepubliceerd in 2009 door Yang, Shi & Li.